# Farmaceutische beschikbaarheid
De farmaceutische beschikbaarheid is de fractie waarmee een farmacon, de werkzame stof van een geneesmiddel, uit de toedieningsvorm vrijkomt. Als alle werkzame stof uit de capsule, zetpil of andere toedieningsvorm vrijkomt, is de farmaceutische beschikbaarheid 100%.
De biologische beschikbaarheid geeft aan in welke mate de werkzame stof op de bedoelde plaats in het lichaam aankomt.